# Калинівка (Маріупольський район)
Кали́нівка (МФА: [kɐˈɫɪɲiu̯kɐ] ( прослухати)) — селище Сартанської селищної громади Маріупольського району Донецької області України. Відстань до Новоазовська становить близько 35 км і проходить переважно E58.

## Загальні відомості
Селище розташоване на північно-східній околиці Маріуполя. Калинівка межує з Лівобережним та Кальміуським районами міста та смт Сартана. Північна та західна частина селища обмежена Кальміусом.
Через селище щодві години курсує приміський автобус № 68 сполученням Стан 3600 — Гнутове.
До середини 2014 р. селище відносилося до Новоазовського району, проте через російську агресію Калинівку було віднесено до Волноваського району.
Одним із нагальних питань, яке час від часу піднімає громада селища, є приєднання Калинівки до Маріуполя.

## Населення
За даними перепису населення 2001 року у селищі проживало 929 осіб. У мовному відношенні мешканці розподілились так:
| Мова       | Відсоток |
| ---------- | -------- |
| українська | 25,4 %   |
| російська  | 74,6 %   |

## Клімат
| Клімат Калинівка        | Клімат Калинівка | Клімат Калинівка | Клімат Калинівка | Клімат Калинівка | Клімат Калинівка | Клімат Калинівка | Клімат Калинівка | Клімат Калинівка | Клімат Калинівка | Клімат Калинівка | Клімат Калинівка | Клімат Калинівка | Клімат Калинівка |
| Показник                | Січ.             | Лют.             | Бер.             | Квіт.            | Трав.            | Черв.            | Лип.             | Серп.            | Вер.             | Жовт.            | Лист.            | Груд.            | Рік              |
| Середній максимум, °C   | −0,4             | 0,3              | 5,5              | 15,2             | 22,0             | 26,0             | 28,1             | 27,3             | 22,0             | 14,4             | 7,2              | 2,5              | 14,1             |
| Середня температура, °C | −3,4             | −2,8             | 2,0              | 10,6             | 17,1             | 21,2             | 23,3             | 22,4             | 17,2             | 10,3             | 4,2              | −0,1             | 10,1             |
| Середній мінімум, °C    | −6,4             | −5,9             | −1,5             | 6,1              | 12,2             | 16,4             | 18,5             | 17,6             | 12,5             | 6,2              | 1,3              | −2,6             | 6,2              |
| Норма опадів, мм        | 44               | 35               | 33               | 37               | 44               | 55               | 52               | 41               | 42               | 28               | 41               | 55               | 507              |
| ----------------------- | ---------------- | ---------------- | ---------------- | ---------------- | ---------------- | ---------------- | ---------------- | ---------------- | ---------------- | ---------------- | ---------------- | ---------------- | ---------------- |
| Джерело:                |                  |                  |                  |                  |                  |                  |                  |                  |                  |                  |                  |                  |                  |